# Liste der Kulturgüter in Saint-Gingolph
Die Liste der Kulturgüter in Saint-Gingolph enthält alle Objekte in der Gemeinde Saint-Gingolph im Kanton Wallis, die gemäss der Haager Konvention zum Schutz von Kulturgut bei bewaffneten Konflikten, dem Bundesgesetz vom 20. Juni 2014 über den Schutz der Kulturgüter bei bewaffneten Konflikten sowie der Verordnung vom 29. Oktober 2014 über den Schutz der Kulturgüter bei bewaffneten Konflikten unter Schutz stehen.
Objekte der Kategorie A sind im Gemeindegebiet nicht ausgewiesen, Objekte der Kategorie B sind vollständig in der Liste enthalten, Objekte der Kategorie C fehlen zurzeit (Stand: 1. Januar 2023).

## Kulturgüter
| Foto |                                                                                           | Objekt | Kat. | Typ | Standort                                                             | Beschreibung |
| ---- | ----------------------------------------------------------------------------------------- | --- | ---- | --- | -------------------------------------------------------------------- | ------------ |
| BW   | Datei hochladen · Wikidata zu ehemaliges Gasthaus Croix-Blanche (Q29892451)               | Ehemaliges Hotel Croix-Blanche (Polizeiposten) / Ancien Hôtel de la Croix-Blanche (gendarmerie) KGS-Nr.: 07096 | B    | G   | Route du Grand Chemin 2 551222 / 138101                              |              |
| ja   | Datei hochladen · Wikidata zu Kapelle der Heiligen Familie in Saint-Gingolph (Q29892453)  | Kapelle der Heiligen Familie / Chapelle de la Sainte-Famille KGS-Nr.: 07097                                    | B    | G   | Rue de la Chapelle 2 551191 / 138117                                 |              |
| ja   | Datei hochladen · Wikidata zu Schloss Haus de Rivaz-de-Nucé (Gemeindehaus) (Q2970518)     | Schloss (Gemeindehaus) mit Nebengebäude / Château (maison de commune) avec dépendance KGS-Nr.: 07098           | B    | G   | Place de la Croix-Blanche 1 / Rue de la Colombière 1 551209 / 138120 |              |
| ja   | Datei hochladen · Wikidata zu Museum der Traditionen und Boote des Genfer Sees (Q2370449) | Musée des Traditions et des Barques du Léman (Heimat- und Schiffsmuseum) KGS-Nr.: 10703                        | B    | S   | Place de la Croix-Blanche 1 / Rue de la Colombière 1 551209 / 138120 |              |
| BW   | Datei hochladen · Wikidata zu Hotel Les Serves (Q131380168)                               | Hôtel Les Serves KGS-Nr.: 17351                                                                                | B    | G   | Route Cantonale 37 551755 / 137872                                   |              |